# Xenontetrafluoride
Xenontetrafluoride (XeF4) is een van de eerste chemische verbindingen van het edelgas xenon met een ander element. Het wordt gevormd door de reactie van xenon-gas met fluorgas in een 1 tot 2 verhouding in een exotherme reactie:
{\displaystyle {\ce {Xe + 2 F2 -> XeF4}}}
De molecule is thermisch stabiel bij kamertemperatuur, maar reageert met water, met vorming van onder andere xenontrioxide:
{\displaystyle \mathrm {6\ XeF_{4}+12\ H_{2}O\longrightarrow } } {\displaystyle \mathrm {2\ XeO_{3}+4\ Xe+3\ O_{2}+24\ HF} }